# Secu (Caraș-Severin)
Secu (que l'on peut aussi trouver sous le nom Sekul ou Secul en Roumain, et Szekul en Hongrois) est un village du județ de Caraș-Severin, dans le Banat, en Roumanie.
Le lieu dépend administrativement de la ville de Reșița (il est situé 5km au sud-est de cette ville). Sekul est un village de basse montagne (monts Semenic). Il est aussi situé au nord d'Anina.

## Histoire
En 1795 on trouva du charbon dans les montagnes alentour (à proximité du village de Cupotare). Pour son exploitation, on fonda alors une colonie à Sekul. Il y avait au départ peu d'habitations, construites à la va-vite, et les ravailleurs venaient surtout de Haute-Hongrie (aujourd'hui en Slovaquie).
Le premier gérant de la mine fut Georg Herglotz (de Reșița), qui ouvrit les galeries "Johann Nepomuk" et "Saint Georges" dans la vallée dite "Râu Alb". C'est pourquoi M. Herglotz est considéré comme le véritable fondateur de Sekul. Et c'est pourquoi la montagne dans laquelle furent creusées ces mines a gardé son nom jusqu'à aujourd'hui.
Avec le temps, la colonie grandit, accueillant des travailleurs germaniques originaires de la région de Zipser (nom allemand), en actuelle Slovaquie (à l'époque Hongrie), tout comme des travailleurs du Styrie (Land) (autriche) et de la Province autonome de Bolzano (Südtirol, Italie).
Quand la mine fut reprise par la Wiener StEG-Gesellschaft, de meilleures conditions de logement furent offertes aux travailleurs (maison particulières avec deux chambres). En 1870 un système de primes, ainsi que des terrains pour les plus vieux mineurs, pour qu'ils puissent y construire leur propre maison.
En 1862, la colonie minière de Sekul et le village voisin de Cuptoare ont été regroupés en une seule unité administrative: „Kuptore-Szekul“(hongrois) et le village revint à la Roumanie (comme tout le Banat) en 1918 après le démantèlement de l'Autriche-Hongrie à la suite de leur défaite durant la Première Guerre mondiale. Le nom de la ville fut alors roumanisé en « Secul », puis « Secu ».

## Sources
- (de) Cet article est partiellement ou en totalité issu de l’article de Wikipédia en allemand intitulé « Secu » (voir la liste des auteurs).